# Kirche Grebenhagen

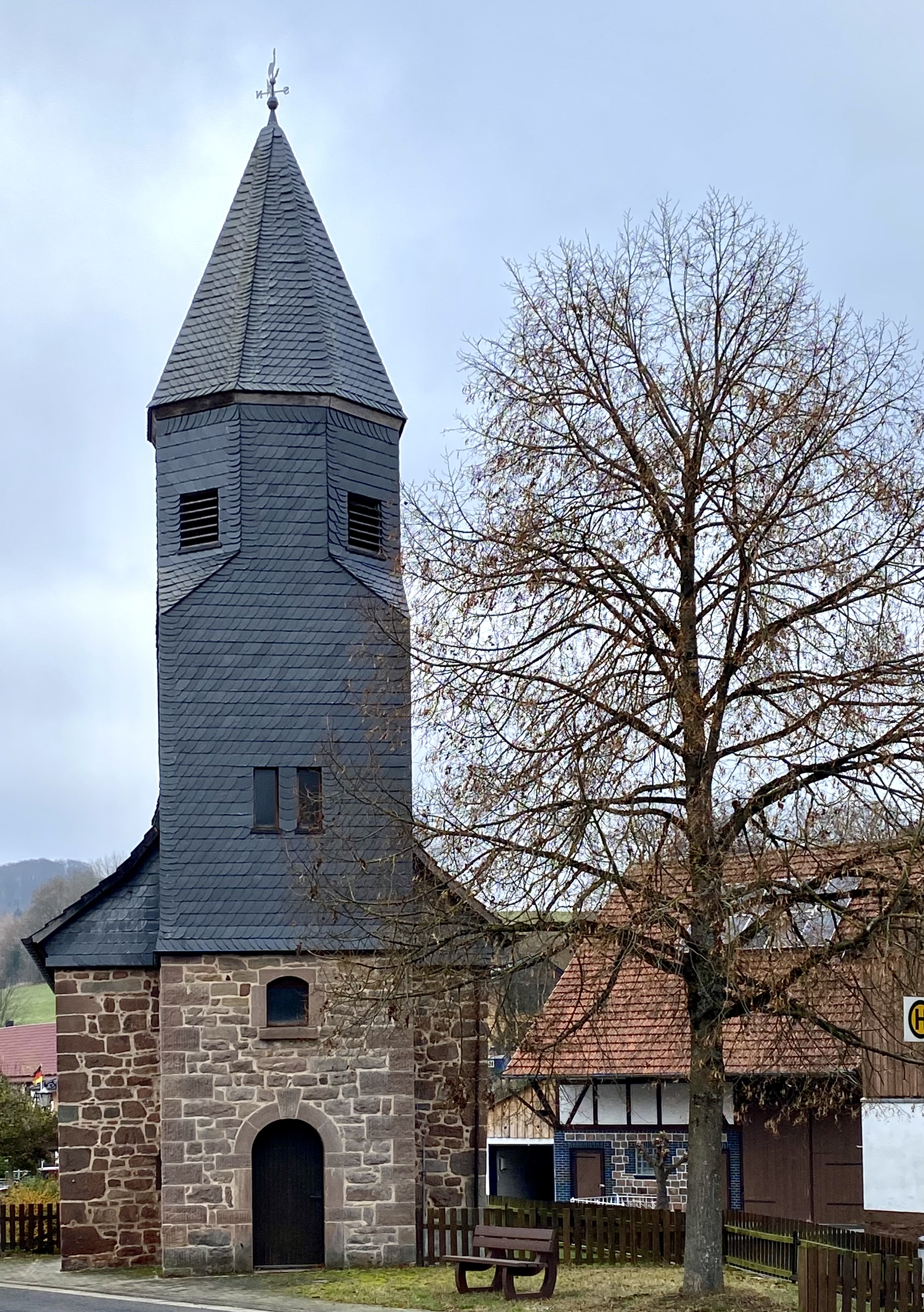
Kirche Grebenhagen

Die Kirche Grebenhagen ist ein als Kulturdenkmal denkmalgeschützter einfacher Saalbau in Grebenhagen, einem Stadtteil von Schwarzenborn im nordhessischen Schwalm-Eder-Kreis.

## Beschreibung
Die kleine Kirche von etwa 12 m Länge und 6 m Breite steht an der Hauptstraße des Dorfs, zwischen dem Kirchweg und dem Stift, und dient der evangelischen Kirchengemeinde des Orts, die zum Kooperationsraum Schwalm-Knüll im Kirchenkreis Schwalm-Eder der Evangelischen Kirche von Kurhessen-Waldeck gehört. Sie wurde erstmals im Jahre 1554 erwähnt und stammt überwiegend aus dem 16., in Teilen auch aus dem 18. Jahrhundert, weist aber auch Spuren eines Vorgängerbaus aus der romanischen Zeit auf. Ein gotisches Spitzbogenfenster befindet sich an der Südseite. Der verhältnismäßig hohe, holzverschindelte Kirchturm mit dem rundbogigen Portal und seinem achteckigen Pyramidendach wurde 1912 errichtet. Im Inneren befinden sich eine einfache barocke Kanzel und ein Taufstein.
Die Kirche wurde 1951 außen und 1972 innen restauriert.